# Borsfai-patak
A Borsfai-patak a Zala vármegyei Borsfa község területén ered. Zömmel déli irányba tartva balról felveszi a Valkonyai-patak vizét, majd átfolyik Becsehelyen. Újmajor településrészétől nyugatra keresztezi a 7-es főutat, onnan közel egy kilométerrel délebbre Szurdapuszta falurész mellett pedig az M7-es autópályát. Az Egerszeg–Letenyei-dombságot elhagyva a Mura bal parti síkra ér. Miután átszeli Tótszentmárton és Tótszerdahely lakott zónáit is, utóbbi közigazgatási területén bal oldali mellékvízfolyásként torkollik a Murába.
A Borsfai-patak vízgyűjtő területe a Nyugat-dunántúli Vízügyi Igazgatóság (NYUDUVIZIG) működési területéhez tartozik.

## Mellékvízfolyások
- Valkonyai-patak

## Part menti települések
- Borsfa
- Becsehely
- Tótszentmárton
- Tótszerdahely